# Taguig

Taguig City's läge i Metro Manila.

Taguig City är en stad på ön Luzon i Filippinerna. Den ligger i Metro Manila och har 613 343 invånare (2007).
Staden är indelad i 28 smådistrikt, barangayer, varav samtliga är klassificerade som tätortsdistrikt.
| - Bagong Tanyag - Bagumbayan - Bambang - Calzada - Central Bicutan - Central Signal - Fort Bonifacio - Hagonoy - Ibayo-Tipas - Katuparan - Ligid-Tipas - Lower Bicutan - Maharlika Village - Napindan | - New Lower Bicutan - North Daang Hari - North Signal - Palingon - Pinagsama - San Miguel - Santa Ana - South Daang Hari - South Signal - Tuktukan - Upper Bicutan - Ususan - Wawa - Western Bicutan |